# Pic de Luçon
Chrysocolaptes haematribon
Espèce
Synonymes
- Picus haematribon Wagler, 1827
(protonyme)

Statut de conservation UICN

 LC  : Préoccupation mineure
Le Pic de Luçon (Chrysocolaptes haematribon) est une espèce d'oiseaux des Philippines appartenant à la famille des Picidae. Elle fait partie du complexe d'espèces du Pic de Tickell (Chrysocolaptes guttacristatus).

## Répartition
Cette espèce vit dans plusieurs îles du nord des Philippines (Luçon, Polillo, Catanduanes et Marinduque).